# وورسکه کنینیتسه
وورسکه کنینیتسه (به لاتین: Veverské Knínice) یک منطقهٔ مسکونی در جمهوری چک است که در شهرستان برنو-ونکوو واقع شده‌است. وورسکه کنینیتسه ۱۰٫۱۷ کیلومتر مربع مساحت و ۹۴۰ نفر جمعیت دارد و ۳۳۴ متر بالاتر از سطح دریا واقع شده‌است.